# Kioniskos für Hieronymos
Der Kioniskos für Hieronymos ist ein Grabdenkmal auf dem antiken athenischen Friedhof Kerameikos.
Der Kioniskos für Hieronymos ist eines von wenigen Grabdenkmälern dieser Gattung, das aus der Masse herausragt. Entsprechend dem geltenden Gesetz gegen den Grabluxus wurde auch für Hieronymos nur ein einfacher, aus hymettischem Marmor gefertigter Kionikos errichtet. Als Ausnahme von der geltenden Regel wurde dem Verstorbenen ein reliefierter Efeukranz für das auf einem kleinen Tumulus mit einer stuckierten Oberfläche errichtete Grabdenkmal gewährt. Eine ehemals farbige Bemalung ist sehr wahrscheinlich.
Hieronymos war ein berühmter und erfolgreicher athenischer Schauspieler. Im Zeitraum von etwa 285 bis 280 v. Chr. konnte er einen wichtigen Sieg bei den Schauspiel-Wettbewerben der Pythischen Spiele in Delphi erringen. Auf diesen Erfolg spielt der Efeukranz auf dem Kioniskos an. Auf dem Kioniskos stand einzig der Vorname des Schauspielers, was für seine hohe Bekanntheit sprach, da eine weitere Erklärung offenbar nicht wichtig erschien.
Der Kioniskos wurde 1870 bei Ausgrabungen der Archäologischen Gesellschaft Athen unter Athanasios S. Rhousopoulos südlich der Gräberstraße, zwischen dem Grabbezirk des Stratonides und des Eudemos und dem Grabbezirk einer jungen Frau in situ, also am originalen Aufstellungsort, gefunden. Heute wird er im Epigraphischen Museum aufbewahrt.